# Oulchy-le-Château
Oulchy-le-Château – miejscowość i gmina we Francji, w regionie Hauts-de-France, w departamencie Aisne.

## Demografia
Według danych na rok 1990 gminę zamieszkiwało 856 osób, a gęstość zaludnienia wynosiła 57 osób/km². W styczniu 2014 roku Oulchy-le-Château zamieszkiwały 843 osoby, przy gęstości zaludnienia 56,1 osób/km².